# Vincent de Moor
Pour les articles homonymes, voir Moor.
Vincent de Moor, né le 5 décembre 1973 à Delft, est un artiste de musique trance néerlandais.

## Biographie
De Moor commence sa carrière musicale en 1993, enregistrant sous le pseudonyme Fix to Fax. Ce n'est pas avant 1996 qu'il sort son premier hit majeur, Flowtation, qui atteint les premières places des charts britanniques en 1997. En 1998, de Moor sort son premier album studio, Orion City, dans lequel est inclus le single du même nom.
L'année 1999 est largement considérée comme l'année où la trance était à son zénith et De Moor est le créateur d'un des titres les plus influents de cette année-là sous le nom de Veracocha : Carte Blanche. Veracocha est une collaboration entre de Moor et Ferry Corsten. Carte Blanche est n°22 des charts britanniques à l'époque.
Ce titre figure sur le second album de De Moor intitulé tout simplement Moor (2000), sont également inclus les singles Shamu, Between 2 Fires et Eternity (Forever). L'année 2000 est l'année de la première sortie de Fly Away, qui est l'un des singles solo de De Moor ayant le plus de succès atteignant notamment la place n°30 en 2001 aux charts britanniques[réf. nécessaire].
En 2003, de Moor sort les titres Crystal Clouds et Nexus sous le nom Questia[réf. nécessaire]. L'année suivante, il crée Desdemonia en tant que Raster et Grooveslide et Energy Reflect sous le pseudo Flashbang[réf. nécessaire].

## Discographie
- Orion City (1998)
- Moor (2000)